# Hibito
L'hibito (pronunciat invariablement Híbito, Hívito, Chibito, Ibito, Jibito, Xibita, Zibito) és una llengua extingida del Perú. Juntament amb el cholón, també extingit, constituïa la família hibito-cholón.
El 1850 es van informar de 500 parlants.
Loukotka (1968) informa que es parlava al llarg del riu Huamo, just al nord de la zona cholón.